# Plesca
Plesca – wieś w Rumunii, w okręgu Sălaj, w gminie Cizer. W 2011 roku liczyła 191 mieszkańców.